# Gábor Nagy
Pour les personnes ayant le même patronyme, voir Nagy.
Dans le nom hongrois Nagy Gábor, le nom de famille précède le prénom, mais cet article utilise l’ordre habituel en français Gábor Nagy, où le prénom précède le nom.
Gábor Nagy, né le 30 septembre 1981 à Szombathely, est un footballeur hongrois qui évoluait au poste de défenseur.

## Clubs
- 1999-2003 : Szombathelyi Haladás ( Hongrie)
- 2003-2005 : Újpest FC ( Hongrie)
- 2005-2007 : Rákospalotai EAC ( Hongrie)
- 2007-2008 : FC Aarau ( Suisse)
- 2008-2011 : APEP Pitsilia ( Chypre)
- 2011- : Szombathelyi Haladás ( Hongrie)

## Palmarès
- Néant